# Strangalia gerdiana
Strangalia gerdiana är en skalbaggsart som beskrevs av Holzschuh 2008. Strangalia gerdiana ingår i släktet Strangalia och familjen långhorningar.
Artens utbredningsområde är Laos. Inga underarter finns listade i Catalogue of Life.